# Parafia Podwyższenia Krzyża Świętego w Dąbrówce (powiat wołomiński)
Parafia Podwyższenia Krzyża Świętego w Dąbrówce – parafia rzymskokatolicka należąca do dekanatu radzymińskiego, diecezji warszawsko-praskiej, metropolii warszawskiej Kościoła katolickiego. Prowadzą ją księża diecezjalni.

## Obszar parafii

### Miejscowości i ulice
W granicach parafii znajdują się miejscowości: Chajęty, Chruściele, Dąbrówkę, Dręszew, Działy Czarnowskie, Głuchy, Guzowatkę, Karolew, Karpin, Lasków, Małopole, Marianów, Stanisławów, Trojany, Wszebory i Zaścienie.